# Hans-Edwin Friedrich
Hans-Edwin Friedrich (* 7. Juli 1959 in Prüm) ist ein deutscher Literaturwissenschaftler.

## Leben
Von 1979 bis 1985  studierte er Germanistik und Geschichte an der Universität Trier. Nach der Promotion 1989 und der Habilitation 1998 an der Philosophischen Fakultät für Sprach- und Literaturwissenschaft II der Ludwig-Maximilians-Universität München (Venia legendi für Neuere deutsche Literaturwissenschaft) ist er seit 2007 Professor für Neuere deutsche Literatur an der Christian-Albrechts-Universität zu Kiel.
Seine Forschungsschwerpunkte sind Literatur des 18. bis 21. Jahrhunderts, Literaturtheorie, nichtkanonisierte Literatur und Medienwissenschaft.

## Schriften (Auswahl)
- Der Enthusiast und die Materie. Von den „Leiden des jungen Werthers“ bis zur „Harzreise im Winter“. Frankfurt am Main 1991, ISBN 3-631-43950-4.
- Science-fiction in der deutschsprachigen Literatur. Ein Referat zur Forschung bis 1993. Tübingen 1995, ISBN 3-484-60307-0.
- Deformierte Lebensbilder. Erzählmodelle der Nachkriegsautobiographie (1945–1960). Tübingen 2000, ISBN 3-484-35074-1.
- (Hrsg.): Arno Schmidt und das 18. Jahrhundert. Göttingen 2017, ISBN 3-8353-1898-5.